# بخش دیامانته
بخش دیامانته (به اسپانیایی: Departamento Diamante) یک منطقهٔ مسکونی در آرژانتین است که در استان انتره ریوس واقع شده‌است.